# Teinobasis corolla
Teinobasis corolla – gatunek ważki z rodziny łątkowatych (Coenagrionidae).